# ملحمة الشفق: بزوغ الفجر - الجزء 1
ملحمة الشفق: بزوغ الفجر - الجزء 1 (بالإنجليزية: The Twilight Saga: Breaking Dawn – Part 1) هو فيلم فنتازيا أُصدر في الولايات المتحدة سنة 2012. وهو رابع فيلم في سلسلة أفلام ملحمة الشفق. الفيلم من إخراج بيل كوندون وبطولة كريستين ستيوارت وروبرت باتينسون وتايلور لوتنر.

## القصة
بزوغ الفجر يُقسّمُ إلى ثلاثة أجزاءِ منفصلةِ. يُفصّلُ الجزءُ الأولُ زواجُ وشهرُ عسل بيلا مَع إدوارد، على جزيرة ازمي خاصّة خارج ساحل البرازيل. إسبوعان إلى شهرِ عسلهم، بيلا تُدركُ بأنّها حامل وبأنّ بطنها تكبر بسرعة. بعد الإتِّصال بكارلايل، الذي يُؤكّدُ حملَها، هي وإدوارد يَعُودُان إلى البيتِ فوراً إلى فوركس، واشنطن. إدوارد، تَعلّقَ ب بيلا واقتنعَ بأنّ الجنينَ وحش كما يُواصلُ التَطوير بالسرعةِ غير الطبيعيةِ، إدوارد حثها على اجهاض الطفل. على أية حال، بيلا تعطف على الطفلِ وتَرْفضُ الإجهاض.
إنّ الجزءَ الثانيَ للروايةِ مكتوبُ مِنْ منظورِ المستذئب يعقوب الأسود (جيكوب بلاك)، في نهاية جزء يعقوب يصف ولادة بيلا المرهقة. قبيلة جيكوب كوليوت، لا يَعْرفُ ما خطرَ الطفلَ غير المولودَ قَدْ يُشكّلُ، يُخطّطُ لتَحْطيمه، بالرغم من أنَّ هم يَجِبُ أَنْ يَقْتلوا بيلا للعَمَل ذلك. يَحتجُّ يعقوب على هذا القرارِ بشكل عنيف وأوراقِ، يُشكّلُ عُلبتَه الخاصةَ مَع ليا وسيث. يَلِدُ بيلا قريباً، لكن الطفل الرضيعَ يَكْسرُ العديد مِنْ عظامِها وهي تَفْقدَ كمياتَ هائلةَ مِنْ الدمِّ. لكي يُنقذَ حياتَها، إدوارد يقوم بتحويلها إلى مصّاصة دماء بحَقْن سمِّه إلى قلبِها. يعقوب، الذي كَانَ حاليَ للولادةِ، تقريباً فوراً «آثار» — رَدّ تلقائي الذي فيه مذؤوب يَجِدُ خليلَه — على إدوارد وبنت بيلا المولودة الجديدة، رينيمي.
القسم الثالث لرواية الفجرِ المَكْسُور يَعُودُ إلى منظورَ بيلا، يَجِدُها مُتَغَيّرة إلى مصّاصة دماء وتَتمتّعُ بحياتِها الجديدةِ وقدراتِها. على أية حال، بنت ادوراد وبيلا مصاصة دماء رينيمي «طفل خالد»، طفل الذي تُحوّلَ إلى مصّاص دماء. لأن «أطفال خالدون» منفلتون، خْلقُهم مُنِعوا مِن قِبل الفولتوري. بَعْدَ أَنْ يُقدّمُ إرينا أدعائها إلى الفولتوري، يُخطّطونَ لتَحْطيم رينيمي وعائلة كولين. في محاولةِ لبَقاء، تَجْمعُ عائلة كولين مصّاص دماء عشائرِ أخرى من حَولِ العَالَمِ للوَقْف كشهود وتُثبتُ إلى الفولتري بأنّ رينيمي لَيسَت طفلاً خالداً.المُوَاجَهَة المُتَجَمّعِة بين ال كولين والفولتري يَتحالفُون ويَشْهدُ، الفولتري يَكتشفُ بأنّهم ضُلّلوا وأُعدموا إرينا فوراً لخطأِها. على أية حال، يَبْقونَ متردّدينَ على سواء رينيمي يَجِبُ أَنْ يُنْظَروا كتهديد إلى وجودِ مصاصي الدماء السريِ. في ذَلِك الوَقت، ألِس وكاسبر، الذي تَركا قبل المجابهةِ، استسلم الفولتري. إدوارد، بيلا ورينيمي يَعُودون إلى بيتِهم بسلام.

## الممثلون
- كريستين ستيوارت بدور بيلا سوان/كولين
- روبرت باتينسون بدور إدورد كولن
- تايلور لوتنر بدور جاكوب بلاك
- آشلي غرين بدور أليس كولن
- كيلن لوتز بدور إيمت كولن
- نيكي ريد بدور روزلي هايل
- جاكسون راثبون بدور جاسبر هايل
- بيتر فانسيلي بدور كارلايل كولن
- اليزابث رايسير بدور ازمي كولن